# Eutichurus
Eutichurus es un género de arañas araneomorfas de la familia Miturgidae. Se encuentra en Centroamérica, Sudamérica y Sur de Asia.

## Lista de especies
Según The World Spider Catalog 12.0:
- Eutichurus abiseo Bonaldo, 1994
- Eutichurus arnoi Bonaldo, 1994
- Eutichurus brescoviti Bonaldo, 1994
- Eutichurus chingliputensis Majumder & Tikader, 1991
- Eutichurus cuzco Bonaldo, 1994
- Eutichurus ferox Simon, 1897
- Eutichurus furcifer Kraus, 1955
- Eutichurus ibiuna Bonaldo, 1994
- Eutichurus itamaraju Bonaldo, 1994
- Eutichurus keyserlingi Simon, 1897
- Eutichurus lizeri Mello-Leitão, 1938
- Eutichurus luridus Simon, 1897
- Eutichurus madre Bonaldo, 1994
- Eutichurus manu Bonaldo, 1994
- Eutichurus marquesae Bonaldo, 1994
- Eutichurus pallatanga Bonaldo, 1994
- Eutichurus putus O. Pickard-Cambridge, 1898
- Eutichurus ravidus Simon, 1897
- Eutichurus saylapampa Bonaldo, 1994
- Eutichurus sigillatus Chickering, 1937
- Eutichurus silvae Bonaldo, 1994
- Eutichurus tezpurensis Biswas, 1991
- Eutichurus tropicus (L. Koch, 1866)
- Eutichurus valderramai Bonaldo, 1994
- Eutichurus yalen Bonaldo, 1994
- Eutichurus zarate Bonaldo, 1994